# 木村佳史
木村 佳史（きむら よしふみ）は、放送・演芸作家、テレビ・ラジオ・イベントのディレクター。奈良県奈良市出身。大阪市在住。ギャグ＆動画工房「Office ちゅ～とはんぱ」代表。

## 略歴
関西演芸作家協会所属。また、テレビ・ラジオのディレクターも務める。さらにイベントの演出家。中学時代、ラジオハードリスナー、はがき職人がきっかけで、お笑いタレントに師事。お笑いタレントをめざすが途中で断念。お笑い作家をめざすことに路線を変更する。
大学卒業後は、大日本印刷に就職、営業マンに。サラリーマン時代に起こった漫才ブームに影響を受け、大阪シナリオ学校に入学。漫才作家をめざし、入社3年目に大日本印刷を退社。食えない漫才作家に。読売テレビの笑の会に参加。当時、宮川大助・花子の台本を多く書く。作家になって初めてのギャラを宮川大助・花子よりもらう。
1987年、NHK新人演芸コンクール（東京）漫才台本懸賞で第一席入選、その後NHK BK演芸台本研究会のメンバーに。1990年、大手テレビ制作会社、東通企画に入社、6年間テレビ制作の修行を積み、ディレクターの仕事を覚えた。1996年に東通企画を退社。本格的に放送・演芸作家の仕事を始める。ディレクターの仕事も少しこなす。関西テレビ・フジテレビで日本初の地上波インタラクティブドラマを企画、ドラマの監督を務める。当時、新聞、雑誌で話題に。この頃、年間60本の漫才台本を書く。
1997年、読売テレビ「笑の会」の作家グループリーダー、及びNHK BK演芸台本研究会のアドバイザーに。1999年、ちゃらんぽらんに書いた「中途半端やなー」のギャグがヒットする。この年の第28回上方お笑い大賞秋田實賞を受賞（ちゃんぽらんは金賞受賞）。2001年頃から構成とディレクターをグロス発注されるケースが増え、番組制作費削減に貢献する。
2003年、完全に本業の作家より副業のディレクターの仕事の割合が増えてくる。2006年、仕事の原点であるラジオをやりたいという夢がかない、2月よりFM COCOLOでディレクター。そして、MBSラジオでディレクターを経験。現在は、NHKやローカル民放局、BS局、CS局などで放送・演芸作家、テレビのディレクターとして活躍。YouTube「きむtube」を配信中。

## 受賞
- 1984年　シナリオセンター主催　第33回ラジオコント劇場　佳作
- 1986年　朝日放送ラジオ　あなたが作るエンターテイメント　佳作
- 1987年　NHK　新人演芸コンクール（東京）漫才台本懸賞　第一席入選
- 1996年　関西テレビ　東芝インタラクティブ劇場「犯人がいっぱい」主演：青田典子　企画・ドラマ監督として　営業局長賞
- 1996年　読売テレビ　24時間テレビ　24時間漫才（笑の会）　MVP
- 1997年　読売テレビ  24時間テレビ　24時間漫才（笑の会）　演出部門　制作局長賞
- 1999年　読売テレビ 　第28回上方お笑い大賞　秋田實賞
- 2001年　サンテレビジョン　姫路のひろば「弁慶」構成・演出として　兵庫県広報コンクール　映像部門　グランプリ
- 2005年　サンテレビジョン　子午線明石「迷惑駐輪　ナクスンジャー」構成・演出として　兵庫県広報コンクール　映像部門　企画賞
- 2008年　サンテレビジョン　あかし大百科「赤石伝説」構成・演出として　兵庫県広報コンクール　映像部門　知事賞